# 青山里战役
青山里战役，又称青山里抗日大捷，发生在1920年10月21日至26日。韩国独立军与日军先后在满洲和龙县青山里的大山裡进行了十余次的战斗。此次战役是韩国独立军历史上取得战果最显著，最有意义的一次战役。由于中方军队的事先通告，2000多名韩国独立军在当地朝鲜族村民的大力帮助下，借助天时地利，以少胜多，抵挡了5000余名的日军，對其構成重创。

## 背景

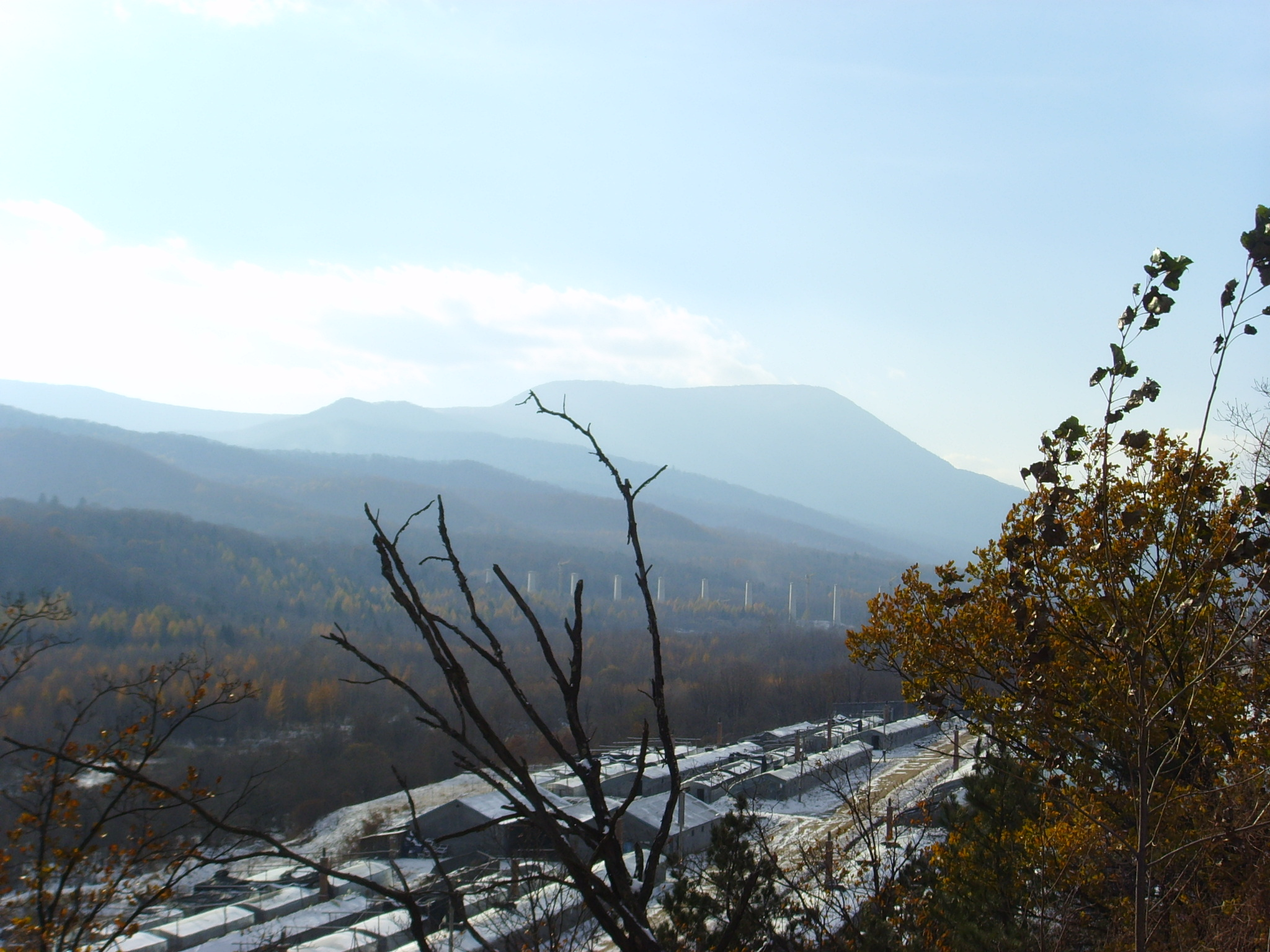
和龙镇青山里

“三一运动”被镇压后，韩国独立运动的中心转移到了满洲。韩国独立军的武装力量也在满洲不断壮大。1920年10月2日，数百名马帮武装袭击珲春。马帮中除了亲日派马帮外，还混雜许多反日派马帮。反日派马帮冲进城门后，捣毁了日本领事馆，攻擊日本警察，拿走领事馆地下室的五六百件武器，并释放了被关押在领事馆的独立军成員，史称“珲春事件”:149。
1920年10月5日，日本因“珲春事件”，派1万余驻朝日军入侵延边，并要求中国出兵配合镇压延边反日武装:150。张作霖任命他的部下孟富德旅团长担任消灭韩国独立军的总司令。孟富德的军队并没有对韩国独立军开火，而是与驻扎在汪清县十里坪的最大规模韩国独立军，金佐镇将军率领的北路军政署谈判达成协议，北路军政署一个月内搬出西大坡:158-160。

## 经过

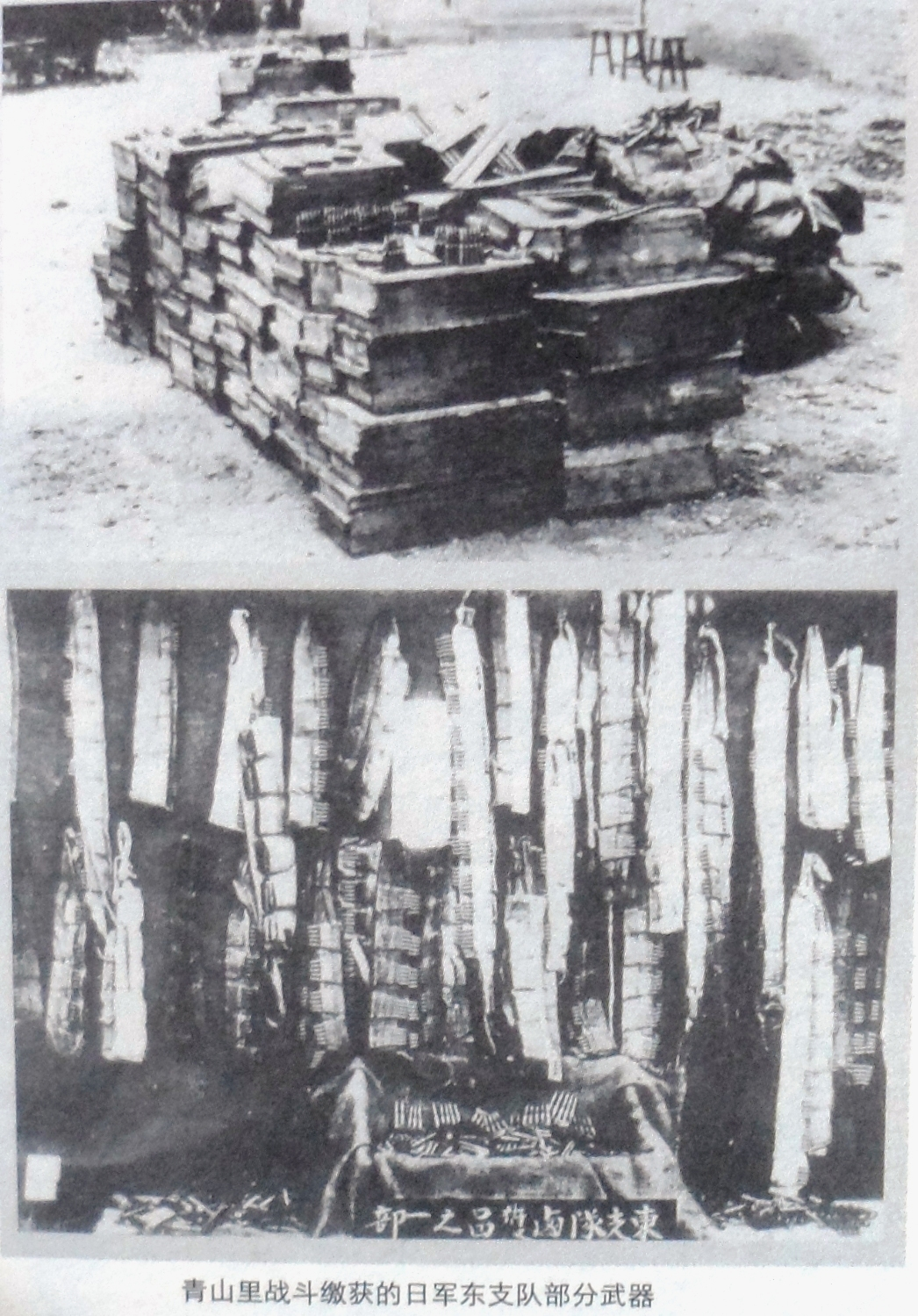
韩国独立军在青山里战役中缴获的部分日军武器

按照对中国军队的承诺，北路军政署准备返回韩国掀起更大规模的民族抗日斗争，通过国际舆论给日本巨大的压力。部队行军至西大坡与和龙镇中间地带时，孟富德派副官王德林通知北路军政署有约两个师的日军正在准备围捕北路军政署。应孟富德之邀，金佐镇派副总裁玄天默、他的秘书和李范奭骑快马到帽儿山去见孟富德。韩国独立军在孟富德那里，得到了更加详细、具体的敌情。孟富德对日军没有事先任何通报的无礼军事冒犯很愤怒，并表示如果需要，他愿意为韩国独立军提供协助。:172-176
1920年10月20日下午4时，北路军政署在和龙县青山里（又叫“三道沟”）与由日军第37旅团、骑兵第27连队、野炮第25连队组成的混成部队相遇，彼此在相距10里左右发现对方:173-176。在10月21至26日的6天里，韩国独立军与日军先后在青山里的白云坪、完楼沟、渔郎村、泉水坪、古洞河、二道沟、三道沟的大山里进行了十余次的战斗。其中白云坪战斗、完楼沟战斗、泉水坪战斗和渔郎村战斗是青山里战役中的四场最大的战斗。通过利用有利地形，以及得到当地朝鲜族村民的大力帮助，2000多名韩国独立军以少胜多，抵挡了5000多名的日军，日军伤亡惨重，受到重创。

## 后续
1920年11月20日，洪范图、池青天的部队，以及大韩独立军、义军府、血诚团、正义军政司等与北路军政署大联合，成立“大韩独立军团”，兵力规模达到3500余人。1921年6月，大韩国独立军团进入苏联参加武装革命:319。

## 争议
日韩皆宣称己方胜利，日方称己方战死11人,負傷24人，朝鲜人死130人,傷90以上,逃亡200人。韩方宣称朝鲜人用3,050 ~ 4,700人击败30,000~35,000名日军，歼灭日军1000余人。

## 纪念
2000年10月，和龙市政府为纪念青山里抗日大捷80周年在和龙青山林场厂西部的山上修建“青山里抗日大捷纪念碑”。金佐镇将军的曾孙韩国男演员宋一国多次参加青山里长征活动，并曾为青山里抗日大捷纪念碑献花。

## 参见

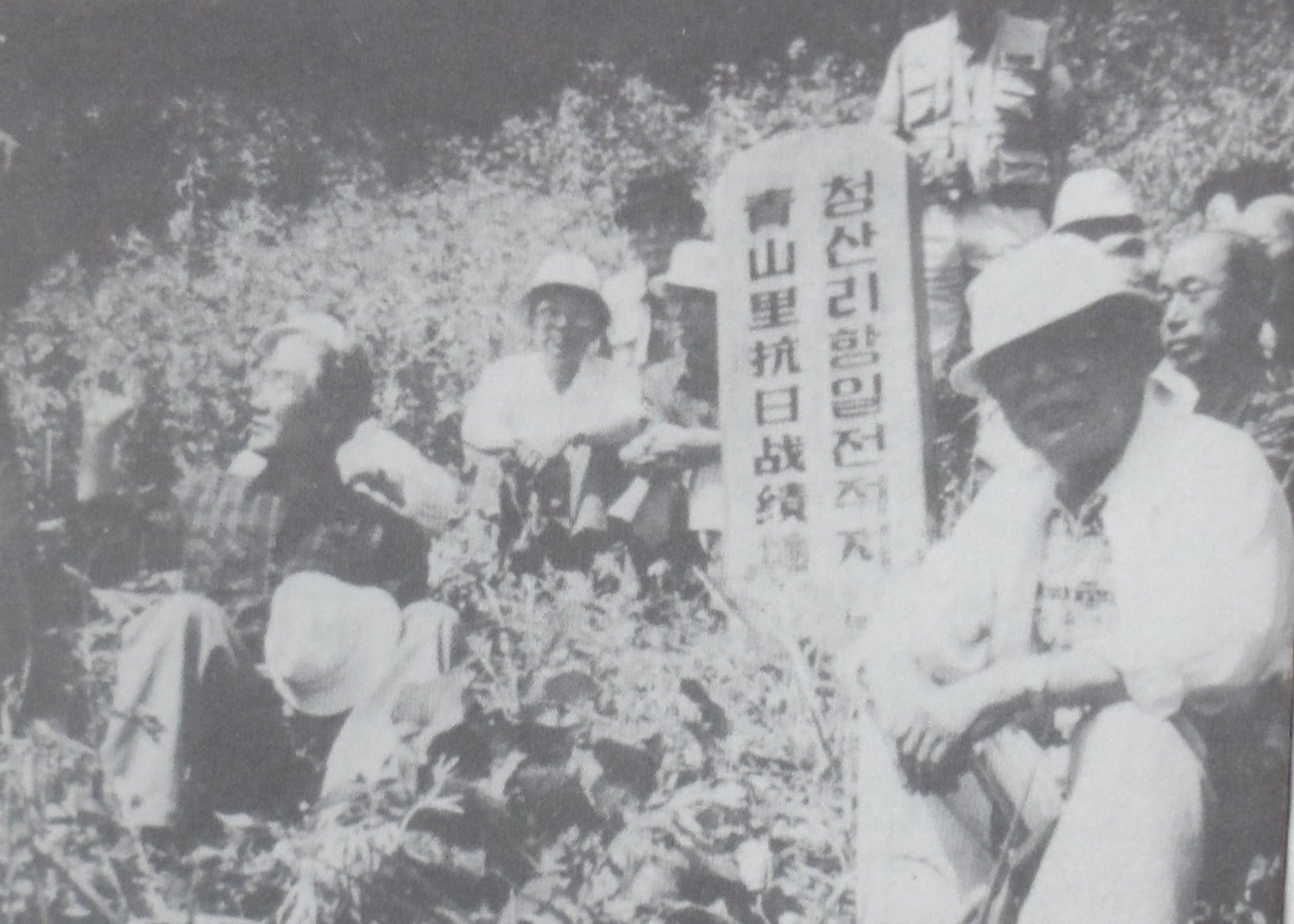
韩国李范奭纪念事业会成员回到青山里缅怀独立军先辈